# FeliCa
FeliCa是Sony所開發出來的非接觸式IC卡技術。名稱由英語中代表「幸福」的「Felicity」和「Card」（卡片）組合而成，是Sony的註冊商標。

## 概要
FeliCa是為了非接觸式IC卡而開發出來的通信技術。非接觸式IC卡由讀寫時送出的載波引導而供給電力，由載波的調變與卡片讀寫溝通。例如ISO 14443 type B，使用ASK10%調變，及NRZ編碼。與此相比，FeliCa的調變同樣是ASK10%，但不同的是採用曼徹斯特編碼。
最初被提案為ISO 14443 type C，但未獲採納。之後，FeliCa和其向後相容方式被標準化為ISO 18092（Near Field Communication（NFC），近距離通信）。在日本國內視為JICSAP IC卡規格V2.0「第四部份高速處理用IC卡」和日本鐵道模控協議會的IC卡規格而予以標準化。
FeliCa和一般的IC卡同樣有適用於現金卡或識別卡的技術，但為了要求高速處理特性（自動充值设备、大樓進出管制等）或結帳（便利商店）等等的應用，將指令集加以特殊化。因此和ISO 7816-3的基本指令並不相容。且IC芯片內部的記憶體固定為16位元組長的紀錄，因此和ISO 7816-3規定的檔案結構亦不相容。
加密處理方面，相互認證使用Triple DES，通訊使用DES或Triple DES。沒有公開密鑰加密的規格。雙模型式（接觸／非接觸）雖然可以有公開密鑰加密，但只在接觸通訊時使用。
相互認証時、縮退码用作加解的密码。不是说每一个项目个别认证、而是通过复数的访问码加密生成的密鑰称为退缩码，这个退缩码最多可供16个项目使用。縮退码生不成原来的密码。这样，不降低安全级别的情况下实现高速化处理。

## FeliCa 芯片的使用
Felica 芯片除了使用在IC卡的IC芯片上，也使用在手机或手錶上。
最初只有 Sony 生產製造，但之後亦與英飛凌共同開發（2001年11月發表），日立隨後採用（2002年6月發表）等等，因而有多重來源供應商。

### IC卡上的使用
1997年9月由香港的「八達通」首先採用。之後，2001年11月日本的「Suica」，2002年4月新加坡的「易通卡」及2002年中深圳的「深圳通」均有採用，然而新加坡的「易通卡」及深圳的「深圳通」已先後棄用（唯深圳通與八達通聯名卡 - 「互通行」已重新使用Felica），改用了由握奇數據生產採用英飛凌芯片的IC卡，現時在日本國外只有香港的「八達通」（包括「互通行」卡和「嶺南通•八達通」聯名卡及「八達通•嶺南通」聯名卡之八達通部分）以及雅加達的Jak Lingko仍有繼續使用FeliCa。
在日本國內，諸如Suica之類的IC卡車票，bitWallet的電子錢包服務Edy，和新力金融公司（Sony Finance International Inc.）所發行的信用卡 eLIO使用了FeliCa技術。此外，Yodobashi Camera附有Edy功能並整合點數卡的eLIO信用卡「Gold Point Card IC eLIO」，或是信用卡和Suica合一，附加Edy IC金融卡的「VIEW Suica」，及Bic Camera和Suica合一的「Bic Camera Suica Card」等等的結合服務也在進行中。在過去，採用FeliCa的有，在1999年到2003年間，東京臨海副都心 - 青海的palette town内的MEGA WEB發行的「MEGA WEB Member's Card」，或2000年到2002年間在東京臨海副都心 - 御台場，Sony Entertainment的遊樂設施Mediage發行的「Mediage Fan Card」等等。

### 手机上的使用
手机所使用的 FeliCa 芯片稱作“Mobile FeliCa IC Chip”，是由Sony和NTT DoCoMo合資成立的公司FeliCa Networks所開發的。
2004年7月使用了FeliCa芯片的手机開始上市銷售。因為有FeliCa芯片，因此可以把手机當作Edy或Suica（Mobile Suica）使用。在使用Mobile FeliCa Chip的服務開始上路之前，NTT DoCoMo就已經將錢包手機的商標定為服務標誌。Mobile FeliCa芯片最早只有Sony製造，後來的Mobile FeliCa芯片由東芝和瑞薩在2006年5月公開加入，成為三家公司共同供應。新一代的Mobile FeliCa芯片，增加了容量且通信功能加強。使用此種芯片的手机在2006年10月公開。
- 「iMode FeliCa」（NTT DoCoMo）
- 「EZ FeliCa」（au by KDDI）
- 「S!FeliCa」（舊名為Vodafone!FeliCa）（Softbank Mobile）
- 「Apple Pay」（需要iPhone 8、Apple Watch Series 3或更新机型，或者在日本销售的iPhone 7、Apple Watch Series 2）[1]

## FeliCa芯片的安全性
使用 FeliCa 芯片的卡片，經過ISO 15408 EAL4的認證。
雖然有報導指稱FeliCa存在著安全性問題，但報導的內文中並沒有明確的事實根據。

## FeliCa相關規格
- JISX6319-4:ICカード実装仕様－第4部：高速処理用ICカード（日本工業標準調査会）[4]
- 特開平10-20780（相互認証·通信路暗号化）[5]

## 歷史
- 1988年索尼开始研发无线IC。
- 1994年名称确定为 FeliCa。
- 1994年香港的八达通卡有限公司决定采用。这是日本以外第一次被采用。
- 1997年八达通卡正式發行。这是日本以外正式被使用。
- 2001年Suica卡正式發行。

## 外部連結
- Sony Japan | FeliCaウェブサイト（页面存档备份，存于）